# Завгородній Василь Никифорович
Васи́ль Ники́форович Завгоро́дній (30 листопада 1911 — 31 серпня 1961) — радянський військовик, в роки Другої світової війни — командир мінометного взводу 185-го гвардійського стрілецького полку 60-ї гвардійської стрілецької дивізії 12-ї армії, гвардії лейтенант. Герой Радянського Союзу (1944).

## Життєпис
Народився 30 листопада 1911 року на хуторі Весела Долина Бахмутського повіту Катеринославської губернії Російської імперії (нині — село Бахмутського району Донецької області), в селянській родині. Українець. Закінчив 6 класів. Працював трактористом у МТС.
У 1933—1938 роках проходив військову службу. У 1938 році закінчив курси молодших лейтенантів. Вдруге до лав РСЧА призваний Ямським РВК Сталінської області у серпні 1941 року. Учасник німецько-радянської війни з 20 серпня 1941 року. Воював на Південно-Західному та 3-му Українському фронтах. Член ВКП(б) з 1944 року.
Особливо командир взводу мінометної роти 185-го гвардійського стрілецького полку 60-ї гвардійської стрілецької дивізії гвардії лейтенант В. Н. Завгородній відзначився під час битви за Дніпро. 25-26 жовтня 1943 року у боях за острів Хортиця виявив себе, як мужній і вольовий командир. Взвод під його командуванням, успішно форсувавши річку Дніпро, розосередився на березі і відкрив нищівний вогонь по ворогу. Коли супротивник наближався надто близько, гвардії лейтенант В. Н. Завгородній особисто піднімав своїх бійців у рукопашну сутичку. Коли скінчились боєприпаси і надійшов наказ командування на відступ з острова, матеріальна частина взводу була затоплена у Дніпрі. Під час повернення на лівий беріг, гвардії лейтенант В. Н. Завгородній особисто врятував життя командирові мінометної роти, який тонув.
Після закінчення війни продовжив військову службу у лавах ЗС СРСР. У 1949 році капітан В. Н. Завгородній вийшов у запас.
Мешкав і працював у селі Розкішна Ставищенського району Київської області, де й помер 31 серпня 1961 року.

## Нагороди
Указом Президії Верховної Ради СРСР від 19 березня 1944 року «за зразкове виконання бойових завдань командування на фронті боротьби з німецькими загарбниками та виявлені при цьому відвагу і героїзм», гвардії лейтенантові Завгородньому Василю Никифоровичу присвоєне звання Героя Радянського Союзу з врученням ордена Леніна і медалі «Золота Зірка» (№ 3416).
Також нагороджений орденом Червоної Зірки (30.09.1944) і медалями.

## Вшанування пам'яті
Ім'ям Василя Завгороднього названа вулиця у селі Розкішна.